# Xanthomixis cinereiceps
Xanthomixis cinereiceps е вид птица от семейство Bernieridae. Видът е почти застрашен от изчезване.

## Разпространение
Видът е разпространен в Мадагаскар.